# Fouriesburg
Fouriesburg ist eine Stadt in der südafrikanischen Provinz Freistaat. Sie liegt in der Lokalgemeinde Dihlabeng im Distrikt Thabo Mofutsanyana.

## Geographie
2011 hatte Fouriesburg 664 Einwohner, das wenig westlich gelegene Township Mashaeng hatte 12.310 Einwohner. Der Ort liegt rund neun Kilometer nördlich des Caledon, der hier die Grenze zu Lesotho bildet. Außerdem liegt er im Brandwater Basin, einem Becken zwischen den Gebirgszügen Witteberge und Rooiberge, das durch Sandsteinklippen geprägt ist. Nach Butha-Buthe in Lesotho sind es in südlicher Richtung rund 19 Kilometer, nach Bethlehem im Norden rund 50 Kilometer und nach Ficksburg im Südwesten 53 Kilometer.

## Geschichte
Im 18. Jahrhundert gründete das damalige Oberhaupt der Bakoena, Monaheng, den Ort Fothane an der Stelle des heutigen Fouriesburg. In der zweiten Hälfte des 19. Jahrhunderts drangen die Buren Richtung Osten vor, so dass die Gegend unter ihre Kontrolle kam. Der Ort Fouriesburg wurde 1892 gegründet. 1893 wurde eine Sandsteinkirche eingeweiht. Seinen Namen erhielt der Ort nach dem Landwirt Christoffel Fourie, einem Buren, der dem Oranje-Freistaat Land schenkte, das im Zweiten Burenkrieg von Präsident Marthinus Theunis Steyn zeitweise als provisorische Hauptstadt genutzt wurde. Mehrere Kampfhandlungen fanden um Fouriesburg statt. So durchbrachen dort burische Truppen mit Präsident Steyn eine britische Belagerungsring.

## Wirtschaft und Verkehr
Haupterwerbszweige sind Landwirtschaft – darunter der Anbau von Kirschen – und Tourismus.
Fouriesburg liegt an der R26 zwischen Ficksburg und Bethlehem. Die R711 führt nordostwärts Richtung Clarens. Eine Nebenstraße führt über den Grenzübergang Caledonspoort nach Butha-Buthe. Mehrere Kilometer nordwestlich des Ortes liegt der Güterbahnhof Fouriesburg an der Bahnstrecke Bloemfontein–Bethlehem, die bis etwa 1990 auch von Personenzügen befahren wurde.

## Persönlichkeiten
- Mohlomi (1720(?)–1816), Bakoena-Oberhaupt und Heiler, geboren in Fothane